# MRS2L
MRS2L‏ (MRS2, magnesium transporter) هوَ بروتين يُشَفر بواسطة جين MRS2L في الإنسان.